# Вікіпедія мовою ідо
Вікіпедія мовою ідо (ідо Wikipedio) — розділ Вікіпедії штучною мовою ідо. Створена у травні 2004 року. Вікіпедія мовою ідо станом на 26 березня 2025 року містить 54 535 статей, 41 257 зареєстрованих користувачів, 58 активних дописувачів, 4 адміністраторів
. Загальна кількість сторінок у Вікіпедії мовою ідо — 75 808, редагувань — 1 066 722, мультимедійні файли відсутні
. Глибина (рівень розвитку мовного розділу) Вікіпедії мовою ідо дуже мала і становить лише 2.1 пунктів
. 